# Rafael Duyos
Rafael Duyos Giorgeta (Valencia, 23 de noviembre de 1906 - San Antonio de Requena, Valencia, 24 de septiembre de 1983) fue un cardiólogo, sacerdote y poeta español adscrito a la Generación del 36.

## Biografía
Nació en Valencia el 23 de noviembre de 1906. Pasó su infancia en Valencia, para más tarde trasladarse a Madrid donde cursó bachillerato, donde coincidió con los también poetas Agustín de Foxá y Luis Felipe Vivanco. Terminado el bachillerato en 1922, ingresó en la Facultad de Medicina de San Carlos, de Madrid, especializándose en cardiología. Acabados sus estudios de medicina en 1929 comenzó a dirigir la revista poética valenciana Murta, donde colaboraron entre otros Max Aub, Juan Gil Albert y el dibujante Josep Renau. En su etapa madrileña fue amigo de Rafael Alberti, con el que acudía a la Residencia de Estudiantes. 
En su proceo de especialización en Cardiología realizó estancias en Viena y Heidelberg. Introdujo en España la técnica del cateterismo para inspección cardiovascular. Residió en Argentina y Uruguay de 1937 a 1939, donde se publicaron varios libros de poemas. Trabajó como médico en Tánger desde 1934 hasta 1941.  Ejerció la medicina a la vuelta de Tánger, ya como director de la ”Clínica Las Flores”, en la madrileña edificación del arquitecto Secundino Zuazo en el barrio de Argüelles conocida como “La Casa de las Flores”.
En 1942 dejó de ejercer la práctica de la medicina para dedicarse a la poesía. Perteneció al grupo de poetas españoles conocido como Alforjas para la Poesía que había sido fundado por Conrado Blanco. Durante los años 40 recitó sus poesías por diversos puntos de España. Recorrió Hispanoamérica en calidad de embajador poético. De su poesía destacan los temas taurinos, amorosos y religiosos, siendo sus principales obras: Toros y pan (1932); Cabanyal (1933); Fragmentos de cartas jamás escritas (1934); Romances de la Falange (1939); Siempre y nunca y Junto al Plata (1941); Los ángeles hacen palmas y su segunda parte Desde los balcones del cielo (1946); Muecines y campanas (1952); Versos de la Pasión del Señor (1964); La Hora Décima (1967) y Versos a Roma (1981). 
Tras el fallecimiento de su esposa, con la que tuvo seis hijos, su profunda religiosidad le llevó a la vocación religiosa, convirtiéndose en sacerdote en 1973 de manos del cardenal Tarancón. 
Falleció en San Antonio de Requena el 24 de septiembre de 1983 a consecuencia de un accidente cerebral, tras someterse a una operación de próstata.